# Molly Hannis
Molly Hannis (Santa Rosa, 13 de marzo de 1992) es una deportista estadounidense que compitió en natación, especialista en el estilo braza. Ganó dos medallas de bronce en el Campeonato Mundial de Natación en Piscina Corta de 2016, en las pruebas de 50 m braza y 100 m braza.

## Palmarés internacional
| Campeonato Mundial en Piscina Corta | Campeonato Mundial en Piscina Corta | Campeonato Mundial en Piscina Corta | Campeonato Mundial en Piscina Corta |
| Año                                 | Lugar                               | Medalla                             | Prueba                              |
| ----------------------------------- | ----------------------------------- | ----------------------------------- | ----------------------------------- |
| 2016                                | Windsor (Canadá)                    | Medalla de bronce                   | 50 m braza                          |
| 2016                                | Windsor (Canadá)                    | Medalla de bronce                   | 100 m braza                         |